# Liste der Nummer-eins-Hits in Kanada (1988)
Diese Liste enthält alle Nummer-eins-Hits in Kanada im Jahr 1988. Es gab in diesem Jahr 25 Nummer-eins-Singles.
| Singles | Alben |
| --- | ----- |
| - George Michael – Faith - 4 Wochen (19. Dezember 1987 – 15. Januar 1988) - George Harrison – Got My Mind Set on You - 3 Wochen (16. Januar – 5. Februar) - Tiffany – Could’ve Been - 3 Wochen (6. Februar – 26. Februar) - M/A/R/R/S – Pump Up the Volume - 3 Wochen (27. Februar – 18. März) - Rick Astley – Never Gonna Give You Up - 3 Wochen (19. März – 8. April) - Billy Ocean – Get Outta My Dreams, Get into My Car - 4 Wochen (9. April – 6. Mai) - Terence Trent D’Arby – Wishing Well - 2 Wochen (7. Mai – 20. Mai) - Pet Shop Boys – Always on My Mind - 2 Wochen (21. Mai – 3. Juni) - Midnight Oil – Beds Are Burning - 1 Woche (4. Juni – 10. Juni) - George Michael – One More Try - 2 Wochen (11. Juni – 24. Juni) - Rick Astley – Together Forever - 4 Wochen (25. Juni – 22. Juli) - INXS – New Sensation - 1 Woche (23. Juli – 29. Juli) - Cheap Trick – The Flame - 1 Woche (30. Juli – 5. August) - Steve Winwood – Roll with It - 1 Woche (6. August – 12. August) - Elton John – I Don’t Wanna Go on with You Like That - 3 Wochen (13. August – 2. September) - Tracy Chapman – Fast Car - 1 Woche (3. September – 9. September) - Huey Lewis & the News – Perfect World - 1 Woche (10. September – 16. September) - George Michael – Monkey - 2 Wochen (17. September – 30. September) - Rick Astley – It Would Take a Strong Strong Man - 1 Woche (1. Oktober – 7. Oktober) - Peter Cetera – One Good Woman - 1 Woche (8. Oktober – 14. Oktober) - Bobby McFerrin – Don’t Worry, Be Happy - 2 Wochen (15. Oktober – 28. Oktober) - Phil Collins – A Groovy Kind of Love - 3 Wochen (29. Oktober – 18. November) - U2 – Desire - 4 Wochen (19. November – 16. Dezember) - George Michael – Kissing a Fool - 1 Woche (17. Dezember – 23. Dezember) - Chicago – Look Away - 3 Wochen (24. Dezember 1988 – 13. Januar 1989) |       |